# Octopus: The Best of Syd Barrett
Octopus: The Best of Syd Barrett je třetí výběrové album britského kytaristy a zpěváka Syda Barretta, známého jako jednoho ze zakládajících členů skupiny Pink Floyd. Album vyšlo v květnu 1992 (viz 1992 v hudbě).
Deska Octopus je de facto první skutečnou Barrettovou kompilací, neboť první výběrové album Syd Barrett obsahovalo obě jeho sólové desky a album Opel bylo zase sestaveno z nevydaných písní a podobných rarit. Octopus představuje výběr z obou sólových alb The Madcap Laughs a Barrett a několik skladeb z desky Opel.

## Seznam skladeb
Všechny skladby napsal(i) Syd Barrett, vyjma té, kde jsou uvedeni autoři. 
| Pořadí         | Název                     | Autor          | Původní album            | Délka |
| -------------- | ------------------------- | -------------- | ------------------------ | ----- |
| 1.             | Octopus                   |                | The Madcap Laughs (1970) | 3:48  |
| 2.             | Swan Lee (Silas Lang)     |                | Opel (1988)              | 3:14  |
| 3.             | Baby Lemonade             |                | Barrett (1970)           | 4:10  |
| 4.             | Late Night                |                | The Madcap Laughs (1970) | 3:14  |
| 5.             | Wined and Dined           |                | Barrett (1970)           | 2:56  |
| 6.             | Golden Hair               | Barrett, Joyce | The Madcap Laughs (1970) | 2:00  |
| 7.             | Gigolo Aunt               |                | Barrett (1970)           | 5:45  |
| 8.             | Wolfpack                  |                | Barrett (1970)           | 3:45  |
| 9.             | It Is Obvious             |                | Barrett (1970)           | 2:56  |
| 10.            | Lanky (Part One)          |                | Opel (1988)              | 5:32  |
| 11.            | No Good Trying            |                | The Madcap Laughs (1970) | 3:25  |
| 12.            | Clowns and Jugglers       |                | Opel (1988)              | 3:27  |
| 13.            | Waving My Arms in the Air |                | Barrett (1970)           | 2:07  |
| 14.            | Opel                      |                | Opel (1988)              | 6:26  |
| Celková délka: | Celková délka:            | Celková délka: | Celková délka:           | 52:14 |